# Сату Ноу (Урекешти)
Ново село (рум. Satu Nou) насеље је у Румунији у округу Бакау у општини Урекешти. Oпштина се налази на надморској висини од 166 m.

## Становништво
Према подацима из 2002. године у насељу је живело 519 становника, од којих су сви румунске националности.